# سبتروبوليس

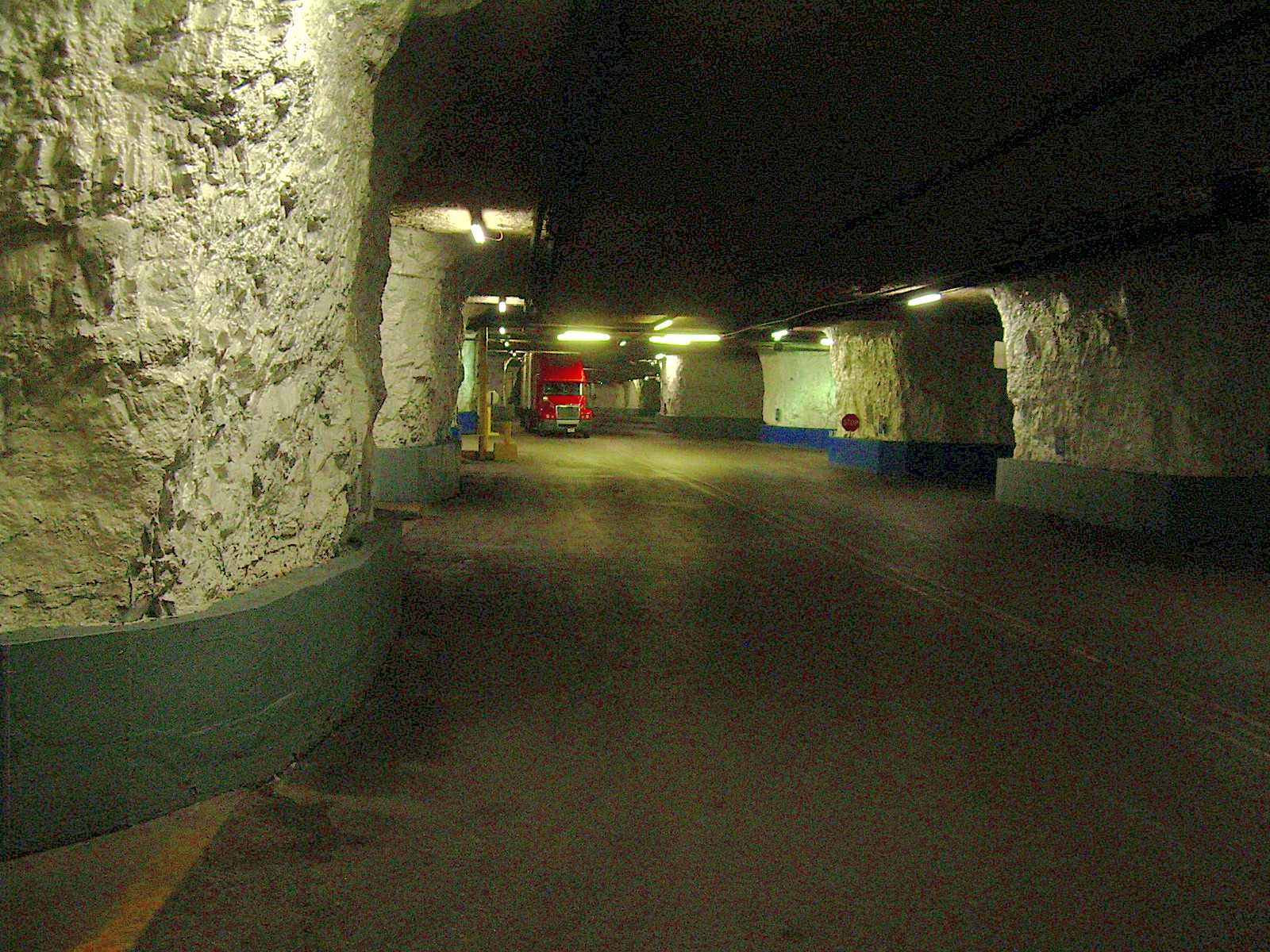
سبتروبوليس من الداخل

سوبتروبوليس تبلغ مساحتها 55,000,000-قدم-مربع (5,100,000 م2) ، كهف اصطناعي في المنحدرات فوق نهر ميسوري في مدينة كانساس سيتي ، ميسوري ، الولايات المتحدة ، ويُزعم أنه أكبر منشأة تخزين تحت الأرض في العالم. تم تطويره من قبل المالك الراحل لمار هانت في مدينة كانساس سيتي من خلال شركة Hunt Midwest Real Estate Development، Inc. ، وله حقوق علامة تجارية على عبارة أكبر مجمع تجاري تحت الأرض في العالم.
تم حفر سوب تروبوليس في منجم الحجر الجيري بيثاني فولز ، في بعض الأماكن ، على 160 قدم (49 م) تحت السطح. لديها شبكة ارتفاع 16 قدم (4.9 م) وعرضها 40 قدم (12 م) من الأنفاق الواسعة يفصل بينها 25 قدم (7.6 م) أعمدة الحجر الجيري المربعة التي تم إنشاؤها بواسطة طريقة الغرفة والأعمدة لتعدين الصخور الصلبة .  يحتوي المجمع على ما يقرب من 10.5 ميل (16.9 كـم) من الطرق المضاءة والمعبدة وعدة أميال من مسار السكك الحديدية . حاليا ، أكثر من 7,300,000 قدم مربع (680,000 م2) مشغول و 6,700,000 قدم مربع (620,000 م2) متاحة للتوسع في المستقبل. 
يحافظ المنجم بشكل طبيعي على درجات حرارة تتراوح بين 65 و 70 °ف (18 و 21 °م) على مدار العام. تستأجر خدمة بريد الولايات المتحدة ووكالة حماية البيئة الأمريكية مساحات داخل سبتروبوليس ، وخدمة بريد الولايات المتحدة لعمليات الطوابع القابلة للتحصيل ، ووكالة حماية البيئة الأمريكية لمركز المنطقة 7 للتدريب واللوجستيات .  كما تستأجر إدارة المحفوظات والسجلات الوطنية مساحة لمركز السجلات الفيدرالية. 
على الحافة الشمالية لمجمع Hunt ، طور مجمع ملاهي Worlds of Fun و Oceans of Fun . ساهمت تعاملات هانت التجارية الواسعة في مقاطعة كلاي في إقامة معسكر تدريب اتحاد كرة القدم الأميركي في كلية ويليام جيويل في ليبرتي بولاية ميسوري حتى عام 1991.
توجد مرافق أخرى مثل سبتروبوليس على الرغم من أنها ليست بنفس الحجم ، مثل المنجم المهجور في Butler ، بنسلفانيا الذي استخدمه Corbis والحكومة الفيدرالية الأمريكية للتخزين الآمن. نظرًا لاستخدام طريقة تعدين الغرفة والأعمدة لاستخراج الحجر الجيري في جميع أنحاء الغرب الأوسط ، تبحث العديد من الشركات عن طرق لاستخدام مئات الملايين من الأقدام المربعة التي تم إنشاؤها بهذه الطريقة في كل شيء بدءًا من زراعة الفطر وحتى تخزين النفط الخام .